# Renocila yamazatoi
Renocila yamazatoi är en kräftdjursart som beskrevs av Williams 1987. Renocila yamazatoi ingår i släktet Renocila och familjen Cymothoidae. Inga underarter finns listade i Catalogue of Life.